# Pic d'O'Brien
Celeus obrieni
Espèce
Statut de conservation UICN

 VU  : Vulnérable
Le Pic d'O'Brien (Celeus obrieni) est une espèce d'oiseaux de la famille des Picidae. D'après Alan P. Peterson, c'est une espèce monotypique. Elle est endémique du Brésil.